# イワタバコ属
イワタバコ属（イワタバコぞく、学名：Conandron、和名漢字表記：岩煙草属）は、イワタバコ科の属の1つ。

## 特徴
多年草。根茎は短く、褐色の長い毛が密生し、1-数個の葉が束生する。葉は単葉で大型、葉質は膜質まれに紙質で、縁に先端が腺になる不ぞろいの鋸歯があり、基部に翼のある葉柄がある。托葉は無い。花茎は葉腋から数個が出て、その先にやや散形状の集散花序をつけ、花は両性。萼は深く5裂し、裂片は線状披針形で先がとがる。花冠は紅紫色で放射相称の車状になって5裂し、花冠裂片は同形となって開く。雄蕊は5個あり、花糸は短く離生するが、葯と葯隔が伸びて互いに接して花柱を囲む。子房は長楕円形になり、花盤は無く、花柱は細長く先は頭状になる。蜜腺は無い。果実は広披針形の蒴果で、2片に胞背裂開する。種子は狭長楕円形で両端はとがる。

## 分布
イワタバコの1種のみがあり、種としては、日本、台湾、中国大陸に分布する。

## 種および変種
- イワタバコ Conandron ramondioides Siebold et Zucc.[4] - 花冠裂片と花冠筒部はほぼ同じ長さ、葉に不ぞろいの歯牙がある。花期は7-8月。本州の秋田県・岩手県以南、四国、九州に分布する[1]。
- ケイワタバコ Conandron ramondioides Siebold et Zucc. var. pilosus Makino[5] - 茎、萼、葉の裏面に軟毛が生える。花期は6-7月。本州の関東地方から近畿地方に分布する[1]。
- タイワンイワタバコ（別名：イリオモテイワタバコ） Conandron ramondioides Siebold et Zucc. var. taiwanensis Masam. [6] - 花冠裂片が花冠筒部の約2倍の長さとなり、葉の歯牙が少ないもの。花期は5-6月。西表島、台湾、中国大陸に分布する[1]。

## 名前の由来
和名イワタバコ属の「イワタバコ」は、「岩煙草」の意で、岩壁に着生し、葉がタバコの葉に似ることによる。
属名 Conandron は、ギリシャ語で konos（円錐状の） +  andros（雄蕊） からなる語で、雄蕊の葯部分が互いに集合して円錐状になることによる。